# Arctia bolga
Arctia bolga är en fjärilsart som beskrevs av Thierry-mieg 1910. Arctia bolga ingår i släktet Arctia och familjen björnspinnare. Inga underarter finns listade i Catalogue of Life.